# Campionati del mondo di atletica leggera 2017 - 100 metri ostacoli
La gara dei 100 metri ostacoli dei campionati del mondo di atletica leggera 2017 si è svolta tra l'11 e il 12 agosto.

## Podio
| Pos.    | Atleta             | Nazionalità | Tempo |
| ------- | ------------------ | ----------- | ----- |
| Oro     | Sally Pearson      | Australia   | 12"59 |
| Argento | Dawn Harper-Nelson | Stati Uniti | 12"63 |
| Bronzo  | Pamela Dutkiewicz  | Germania    | 12"72 |

## Situazione pre-gara

### Record
Prima di questa competizione, il record del mondo e il record dei campionati erano i seguenti.
| Record                | Prestazione | Atleta                      | Data                                  | Competizione  |
| --------------------- | ----------- | --------------------------- | ------------------------------------- | ------------- |
| Record mondiale       | 12"20       | Kendra Harrison Stati Uniti | 22 luglio 2016 Londra (Regno Unito)   |               |
| Record dei campionati | 12"28       | Sally Pearson Australia     | 3 settembre 2011 Taegu, Corea del Sud | Mondiali 2011 |

### Campioni in carica
I campioni in carica, a livello mondiale e olimpico, erano:
| Campione | Atleta                      | Prestazione | Data                                    | Competizione         |
| -------- | --------------------------- | ----------- | --------------------------------------- | -------------------- |
| Olimpico | Sally Pearson Australia     | 12"35       | 17 agosto 2016 Rio de Janeiro (Brasile) | Giochi olimpici 2016 |
| Mondiale | Brianna Rollins Stati Uniti | 12"48       | 28 agosto 2015 Pechino (Cina)           | Mondiali 2015        |

### La stagione
Prima di questa gara, gli atleti con le migliori tre prestazioni dell'anno erano:
| Pos. | Atleta                      | Prestazione | Data                                    |
| ---- | --------------------------- | ----------- | --------------------------------------- |
| 1    | Kendra Harrison Stati Uniti | 12"28       | 04 luglio 2017 Székesfehérvár, Ungheria |
| 2    | Jasmin Stowers Stati Uniti  | 12"47       | 24 giugno 2017 Sacramento, Stati Uniti  |
| 3    | Nia Ali Stati Uniti         | 12"52       | 24 giugno 2017 Sacramento, Stati Uniti  |

## Risultati

### Batterie
Le batterie si sono tenute l'11 agosto a partire dalle ore 10:45.

Qualificazione: i migliori 4 tempi di ogni batteria (Q) e i successivi 4 migliori tempi (q) si qualificano per le semifinali.
| Pos | Batteria | Corsia | Nome                 | Nazionalità       | Tempo | Note                                     |
| --- | -------- | ------ | -------------------- | ----------------- | ----- | ---------------------------------------- |
| 1   | 3        | 2      | Kendra Harrison      | Stati Uniti       | 12"60 | Q                                        |
| 2   | 1        | 5      | Danielle Williams    | Giamaica          | 12"66 | Q                                        |
| 3   | 4        | 6      | Sally Pearson        | Australia         | 12"72 | Q                                        |
| 4   | 1        | 6      | Pamela Dutkiewicz    | Germania          | 12"74 | Q                                        |
| 5   | 2        | 6      | Megan Tapper         | Giamaica          | 12"78 | Q                                        |
| 6   | 5        | 9      | Christina Manning    | Stati Uniti       | 12"87 | Q                                        |
| 7   | 4        | 3      | Dawn Harper-Nelson   | Stati Uniti       | 12"88 | Q                                        |
| 8   | 3        | 8      | Alina Talay          | Bielorussia       | 12"88 | Q,                                       |
| 9   | 3        | 3      | Yanique Thompson     | Giamaica          | 12"88 | Q                                        |
| 10  | 2        | 7      | Nia Ali              | Stati Uniti       | 12"93 | Q                                        |
| 11  | 1        | 2      | Isabelle Pedersen    | Norvegia          | 12"94 | Q                                        |
| 12  | 4        | 2      | Rushelle Burton      | Giamaica          | 12"94 | Q                                        |
| 13  | 5        | 6      | Nadine Visser        | Paesi Bassi       | 12"96 | Q                                        |
| 14  | 5        | 8      | Oluwatobiloba Amusan | Nigeria           | 12"97 | Q                                        |
| 15  | 1        | 3      | Anne Zagré           | Belgio            | 12"97 | Q                                        |
| 16  | 2        | 8      | Phylicia George      | Canada            | 13"01 | Q                                        |
| 17  | 5        | 3      | Ėl'vira Herman       | Bielorussia       | 13"01 | Q                                        |
| 18  | 4        | 9      | Hanna Plotitsyna     | Ucraina           | 13"01 | Q                                        |
| 19  | 3        | 9      | Devynne Charlton     | Bahamas           | 13"02 | Q                                        |
| 20  | 3        | 5      | Lindsay Lindley      | Nigeria           | 13"07 | q                                        |
| 21  | 4        | 4      | Ricarda Lobe         | Germania          | 13"08 | q                                        |
| 22  | 3        | 4      | Michelle Jenneke     | Australia         | 13"11 | q                                        |
| 23  | 1        | 7      | Sharona Bakker       | Paesi Bassi       | 13"12 | q                                        |
| 24  | 5        | 5      | Nadine Hildebrand    | Germania          | 13"14 |                                          |
| 25  | 3        | 6      | Elisavet Pesiridou   | Grecia            | 13"14 |                                          |
| 26  | 1        | 9      | Gréta Kerekes        | Ungheria          | 13"15 |                                          |
| 27  | 2        | 5      | Ayako Kimura         | Giappone          | 13"15 | Q                                        |
| 28  | 2        | 9      | Luca Kozák           | Ungheria          | 13"17 |                                          |
| 29  | 2        | 4      | Tiffany Porter       | Regno Unito       | 13"18 |                                          |
| 30  | 5        | 2      | Angela Whyte         | Canada            | 13"23 |                                          |
| 31  | 4        | 5      | Hitomi Shimura       | Giappone          | 13"29 |                                          |
| 32  | 2        | 3      | Eefje Boons          | Paesi Bassi       | 13"34 |                                          |
| 33  | 4        | 8      | Eline Berings        | Belgio            | 13"35 |                                          |
| 34  | 5        | 7      | Jung Hye-lim         | Corea del Sud     | 13"37 |                                          |
| 35  | 4        | 7      | Marthe Koala         | Burkina Faso      | 13"38 |                                          |
| 36  | 1        | 8      | Fabiana Moraes       | Brasile           | 13"40 |                                          |
| 37  | 1        | 4      | Alicia Barrett       | Regno Unito       | 13"42 |                                          |
| 38  | 2        | 2      | Mulern Jean          | Haiti             | 13"63 |                                          |
| 39  | 3        | 7      | Lina Ahmed           | Egitto            | 13"78 | Miglior prestazione personale stagionale |
|     | 5        | 4      | Deborah John         | Trinidad e Tobago | dnf   |                                          |

### Semifinali
Le semifinali si sono svolte l'11 agosto dalle 19.05. 
Le migliori 2 di ogni batteria (Q) e i successivi due migliori tempi (q) avanzano alla finale
| Pos | Batteria | Corsia | Nome                 | Nazionalità | Tempo | Note |
| --- | -------- | ------ | -------------------- | ----------- | ----- | ---- |
| 1   | 1        | 6      | Sally Pearson        | Australia   | 12"53 | Q    |
| 2   | 3        | 7      | Dawn Harper-Nelson   | Stati Uniti | 12"63 | Q,   |
| 3   | 3        | 4      | Pamela Dutkiewicz    | Germania    | 12"71 | Q    |
| 4   | 2        | 5      | Christina Manning    | Stati Uniti | 12"71 | Q    |
| 5   | 1        | 4      | Nia Ali              | Stati Uniti | 12"79 | Q    |
| 6   | 1        | 7      | Nadine Visser        | Paesi Bassi | 12"83 | q    |
| 7   | 2        | 6      | Alina Talay          | Bielorussia | 12"85 | Q,   |
| 8   | 3        | 6      | Kendra Harrison      | Stati Uniti | 12"86 | q    |
| 9   | 3        | 5      | Isabelle Pedersen    | Norvegia    | 12"87 |      |
| 10  | 2        | 7      | Yanique Thompson     | Giamaica    | 12"88 |      |
| 11  | 1        | 5      | Megan Tapper         | Giamaica    | 12"93 |      |
| 12  | 3        | 9      | Rushelle Burton      | Giamaica    | 12"94 |      |
| 13  | 3        | 2      | Devynne Charlton     | Bahamas     | 12"95 |      |
| 14  | 2        | 9      | Oluwatobiloba Amusan | Nigeria     | 13"04 |      |
| 15  | 1        | 8      | Phylicia George      | Canada      | 13"04 |      |
| 16  | 3        | 8      | Hanna Plotitsyna     | Ucraina     | 13"08 |      |
| 17  | 1        | 3      | Ricarda Lobe         | Germania    | 13"11 |      |
| 18  | 2        | 4      | Danielle Williams    | Giamaica    | 13"14 |      |
| 19  | 2        | 8      | Ėl'vira Herman       | Bielorussia | 13"16 |      |
| 20  | 1        | 2      | Lindsay Lindley      | Nigeria     | 13"18 |      |
| 21  | 2        | 3      | Michelle Jenneke     | Australia   | 13"25 |      |
| 22  | 3        | 3      | Sharona Bakker       | Paesi Bassi | 13"29 |      |
| 23  | 2        | 2      | Ayako Kimura         | Giappone    | 13229 |      |
| 24  | 1        | 9      | Anne Zagré           | Belgio      | 13"34 |      |

### Finale
La finale si è svolta il 12 agosto alle ore 20:05.
| Pos | Corsia | Nome               | Nazionalità | Tempo | Note                                     |
| --- | ------ | ------------------ | ----------- | ----- | ---------------------------------------- |
|     | 4      | Sally Pearson      | Australia   | 12"59 |                                          |
|     | 6      | Dawn Harper-Nelson | Stati Uniti | 12"63 | Miglior prestazione personale stagionale |
|     | 5      | Pamela Dutkiewicz  | Germania    | 12"72 |                                          |
| 4   | 3      | Kendra Harrison    | Stati Uniti | 12"74 |                                          |
| 5   | 7      | Christina Manning  | Stati Uniti | 12"74 |                                          |
| 6   | 8      | Alina Talay        | Bielorussia | 12"81 | Miglior prestazione personale stagionale |
| 7   | 2      | Nadine Visser      | Paesi Bassi | 12"83 |                                          |
| 8   | 9      | Nia Ali            | Stati Uniti | 13"04 |                                          |